# Џорџ Бидел Ери
Сер Џорџ Бидел Ери (енгл. George Biddell Airy; Аник, 27. јул 1801 – 2. јануар 1892) био је енглески математичар и астроном, Краљевски астроном. Проучавао је орбите планета, мерио средњу густину Земље, радио је на методама решавања дводимензионалних проблема у чврстој механици, а његовом заслугом, опсерваторија Гринич је постала локација нултог меридијана. Репутација му је била нарушена мишљењем да је, због његових пропуста и неактивности, Британија пропустила прилику да прва открије планету Нептун.

## Биографија
Рођен је у Анику. Основну школу је завршио у Херфорду, а гимназију у Колчестеру. Као дете је био повучен, а међу школским друговима постао је популаран када је израдио катапулт који је избацивао зрна грашка.
Од тринаесте године, Ери је почео чешће одлазити у Плејфолд у Сафоку у посету свом ујаку Артуру Биделу. Бидел је упознао Ејрија са својим пријатељем Томасом Кларксоном, борцем против трговине робљем који је живео у Плејфолд Холу. Кларксон је био магистар математике са Кембриџа, и испитао је Ејрија класичне науке, а затим је постепено уредио да сарадник са колеџа Тринити у Кембриџу испита његово познавање математике. То је резултовало његовим уписивањем на колеџ Тринити 1819. године као студент запослен на факултету. Тамо је имао сјајну каријеру, и изгледа да је одмах примећен као најбољи студент у својој класи. Године 1822. је изабран за учењака на колеџу Тринити, а наредне године је дипломирао као добитник награде за трактат у области математике, те је добио Смитову награду. Дана 1. октобра 1824. године је изабран за стручног сарадника на колеџу Тринити, а у децембру 1826. годие је постао Лукасијански професор математике наследивши Томаса Торнтона. На овој позицији се задржао мало дуже од годину дана, узевши у обзир да је изабран за Плумијанског професора астрономије у фебруару 1828. године, и за директора нове опсерваторије Кембриџ. Године 1836. је изабран за сарадника Краљевског друштва, а 1840. године за страног члана Краљевске шведске академије наука.

### Истраживања
Идеја његове активности као писца на пољу математике и физике током раног периода његове каријере може бити формирана из чињенице да пре него што је постављен на ове позиције, већ је био написао чак три врло важна меморандума о филозофским трансакцијама Краљевског друштва, и осам за Филозофско друштво Кембриџа. У опсерваторији Кембриџ је Ери убрзо показао своје организационе способности. Једини телескоп у установи када ју је он преузео био је меридијански инструмент, и он се томе енергично посветио. Усвајањем стандардног начина рада и пажљивим планом редукције, успео је да одржи своје опсервације у складу са модерним временом, те их је годишње објављивао са тачношћу која је изненађивала његове савременике. Ускоро је инсталиран меридијански инструмент, те су започете редовне опсервације 1833. године. Исте године је војвода од Нортхамберланда поклонио опсерваторији Кембриџ објективско стакло од 12 инча, које је монтирано према Еријевом дизајну и под његовим надзором, иако конструкција није била завршена пре него што се он преселио у Гринич 1835. године.
Еријева дела су током овог периода подељена између математичке физике и астрономије. Његова дела о математичкој физици се углавном баве питањима теорије светлости која израњају из његових професорских предавања, међу којима треба посебно поменути његов рад О дифракцији објективског стакла са циркуларним отвором, и његов проглас потпуне теорије дуге. Године 1831. му је додељена Копли медаља Краљевског друштва захваљујући овим истраживањима. Што се његових астрономских истраживања из овог периода тиче, најважнија су његово испитивање масе Јупитера, његов извештај Британској асоцијацији о развоју астрономије током 19. века, и његов рад о неједнакости дугог периода кретања Земље и Венере.
Један одељак његовог извештаја био је посвећен Поређењу напретка астрономије у Енглеској у односу на друге земље, који није превише ласкао Енгелској. Овај приступ је неизбежно у великом делу избачен из његових личних подвига.

#### Средња густина Земље
Једно од најважнијих Еријевих истраживања било је његово одређивање средње густине Земље. Године 1826. је дошао на ту идеју да се позабави овим проблемом кроз експерименте са клатном на врху и на дну дубоког рудника. Његов први покушај који је извео исте године у у руднику Дилкот у Корнволу, није био успешан због незгода са једним од клатана. Други покушај 1828. године је пропао јер је рудник поплављен, те је прошло много година док му се није пружила нова прилика. Експерименти су на крају одржани у Хартон питу близу Саут Шилдса 1854. године. Њихов непосредан резултат је приказао да је гравитација на дну рудника износила више него на врху за 1/19286% својег износа, узевши у обзир да је дубина износила 383 метара. Одатле је отишао ка финалној вредности специфичне густине Земље од 6.566. Ову вредност, иако премашује ову претходно утврђену другачијим методама, Ери је сматрао вредном такмичарског упоређивања са резултатима других научника. (Тренутно прихваћена вредност густине Земље износи 5.5153 g/cm³.)

#### Референтни геоид
Године 1830. је Ери израчунао дужине поларног и екваторијалног радијуса Земље користећи мере израчунате у Великој Британији. Иако су његове мере замењене тачнијим бројевима радијуса, његов геоид се још увек користи у Великој Британији за мапирање Енглеске, Шкотске и Велса јер се боље уклапа у локални ниво мора (око 80цм испод светског просека).

#### Планетарне неједнакости
Еријево откриће нове неједнакости кретања Венере и Земље је по некима једно до његових најважнијих открића. Исправљајући елементе Деламбреових соларних табела, почео је да верује у постојање неједнакости коју њихов конструктор није уочио. Он није узалуд дуго тражио разлог за то; тринаест пута је средња кретња Венере скоро једнака осам пута средњој кретњи Земље, тако да разлика износи само мали део Земљине средње кретње, и због чињенице да терним који зависи од ове разлике, иако је она сама врло мала, прима у интергацији диференцијалних једначина мултипликатор од 2.200.000, Ери је закључио да постоји осетна неједнакост која се протеже преко 240 година. Ово истраживање је вероватно било најобимнији рад извршен у Еријево време на пољу планетарне теорије, и представља први одређени напредак у соларним табелама у Енглеској од успостављања теорије о гравитацији као признање овог његовог рада, уручена му је Златна медаља Краљевског астрономског друштва 1833. године (коју је по други пут освојио 1846. године).

#### Краљевски астроном
У јуну 1835. године Ери је постављен за Краљевског астронома наследивши Џона Понда, те је започео своју дугу каријеру у националној опсерваторији, што представља његову главну титулу по којој се и прославио. Стање опсерваторије у време када је он постављен за надређеног је било такво да је Лорд Окланд, први лорд Адмиралитета, сматрао да треба бити заторена, док је Ери признао да је била у лошем стању. Са својом уобичајеном енергијом одмах је започео са реорганизацијом читаве установе. Преобразио је томове посматрања, поставио је библиотеку, монтирао екваторијално постоље, те је организовао нову магнетску опсерваторију. Године 1847. је подигнуто азимутно постоље које је дизајнирао Ери ради омогућавања посматрања Месеца не само са меридијана, већ где год је видљив. Године 1848. Ери је измислио рефлексну зенитну цев која је заменила претходно коришћени зенитни телескоп. Крајем 1850. године подигнут је велики транзитни круг са отвором од 203 милиметара (8 инча) и са фокалном дужином од 3.5 метара (11 стопа и 6 инчева), и још увек се сматра главним инструментом ове класе у опсерваторији. Монтирање екваторијала са отвором од 330 милиметара (13 инча) 1859. године изазвало је следећи коментар у његовом дневнику те године: „Сада нема ниједне особе нити инструмента у опсерваторији који је био овде за време господина Понда“, а трансформација је завршена инаугурацијом и спектроскопским радом 1868. године и фотографском регистрацијом сунчевих пега 1873. године.
Главни подухват редукције акумилираних планетарних опсервација направљених у Гриничу од 1750. године до 1830. године је већ био отпочет под Еријевим надзором када је постао краљевски астроном. Убрзо након тога је преузео озбиљан посао смањења огромне количине осматрања Месеца у Гриничу током истог периода под директуром Џејмса Бредлија, Натанијела Блиса, Невила Маскелина и Џона Понда, да би сносио трошкове од којих је велика сума новца додељена од стране Ризнице. Као резултат тога, не мање од 8.000 лунарних осматрања је спашено од заборава, а 1846. године су стављена на располагање астронома у облику који им је омогућавао да буду директно коришћене за поређење са теоријом и ради побољшавања табела месечевих кретњи.
За овај рад је Ери добио 1848. године писмену похвалницу Краљевског астрономског друштва, а то је одмах навело Питера Андерсона Хансена на откриће две нове неједнакости у месечевој кретњи. Након што је завршио ова смањења, Ери је извршио истраге пре него што се латио теоријских истрага повезаних са њима, било да се неки други научник бавио том темом, сазнао је да је Хансен почео да се бави под патронажом краља Данске, али је, због смрти краља и мањка финансија постојала велика опасност да ће бити приморан да прекине своја истраживања, те је у Хансеново име затражио од Адмиралитета суму новца потребну за наставак истраживања. Његов захтев је одмах одобрен, те су због тога чувене Хансенове „Tables de la lune“ посвећене „Високом Адмиралитету Височанства краљице Велике Британије и Ирске“
Године 1851. Ери је успоставио нови главни меридијан у Гриничу. Ова линија, четврти Гринички меридијан, постао је коначан и интернационално прихваћен 1884. године.

#### Потрага за Нептуном
У јуну 1846. године, Ери је отпочео кореспонденцију са француским астрономом Урбаном ле Веријеом на тему претходног предвиђања да су неправилности у кретању Урана последица удаљеног неоткривеног тела. Свестан тога да је астроном са Кембриџа, Џон Куч Адамс већ предложио да је и сам имао сличне закључке, 9. јула је Ејри замолио Џејмса Чалиса да отпочне систематичну потрагу у нади да ће осигурати тријумф откривања овог тела за Британију. На крају, ривалска потрага у Бгрофину од стране Јохана Готфрида Гала, испитана од стране Ле Веријеа, освојила је трку за приоритет. Иако је Ери био "искоришћен на дивљачки начин од стране и Енглеза и Француза" због његовог неуспеха да делује брже на Адамсов предлог, а постоје и тврдње да је Адамскова комуникација била нејасна и одуговлачена, као и да потрага за новом планетом није била у опису посла Краљевског астронома.

#### Лунарна теорија
Године 1872. Ери је добио идеју да се позабави лунарном теоријом на нови начин, и када је имао 71. годину започео је мукотрпан рад који је ова шема подразумевала. Главни опис његовог метода се може наћи у "Месечним запажањима Краљевског астрономског друштва", изд. xxxiv, бр. 3. Углавном се састоји у прихваћању финалних нумеричких израза Шарла-Ужена Деланаја за дужину, ширину и паралаксу, са симболичким термином који се везује за сваки број, чија је вредност требало да буде одређена субституцијом у једначини кретања.

##### Метод функције притиска
Године 1862. Ери је представио нову технику за одређивање поља напора и притиска у снопу. Ова техника, која се некада назива Еријев метод функције притиска, може се користити ради проналажења решења многих дводимензионалних проблема на пољу чврсте механике.

##### Катастрофа на мосту Тај
Ери је био консултант у области брзине ветра и притиска са којим се може сусрети мост који је дизајнирао Томас Буч за Северну британску железницу крајем седамдесетих година 19. века. Сматрао је да се може очекивати притисак не већи од око 10 фунти по квадратној стопи, што је Буч применио на Тај мосту у чијој је изградњи учествовао. Међутим, током великих олуја је очекиван много већи притисак. Ејри је позван да приложи доказе пред званичном испитивачком комисијом која се бавила катастрофом на мосту Тај, где је због свог савета био жестоко критикован. Међутим, проблеми отпорности ветру великих структура су били мало познати, те је од Краљевске комисије затражено да се позабави проблемом притиска ветра.

### Приватни живот
У јулу 1824. године, Ери је упознао Рикарду Смит (1804–1875), "праву лепотицу", на пешачкој тури по Дербишајру. Касније је забележио, „Очи су нам се сусреле... и моја судбина је била запечаћена... Нисам могао да се одупрем чињеници да ми морамо бити уједињени“, и Ери ју је запросио два дана касније. Рикардин отац, свештеник Ричард Смит, сматрао је да Ерију фале финансијски извори да би оженио његову ћерку. Тек 1830. године, када је Ери добио посао при Кембриџу, добио је и дозволу за брак.
Еријеви су имали деветоро деце, најстарија три су преминула још у детињству. Најстарији преживели, Вилфрид Ери, је био дизајнер и инжињер Орвел арк опсерваторије "пуковника" Џорџа Томлајна. Вилфридова ћерка је била уметница Ана Ејри.
Његова најстарија ћерка, Хилда (1840–1916), удала се за Едварда Раута 1864. године. Ери је проглашен витезом 17. јуна 1872.
Ери се пензионисао 1881. године, живећи са своје две удате ћерке у Крумс хилу у близини Гринича. Године 1891. је доживео пад и претрпео тешке унутрашње повреде које су захтевале хитну операцију, коју је он преживео, да би умро два дана касније. Ери и чланови његове породице су сахрањени у цркви Свете Марије у Плејфорду, у Сафолку.

## Легат и почасти
- Изабран је за председника Краљевског астрономског друштва четири пута.
- Страни почасни члан Америчке академије уметности и наука (1832)[19]
- Кратер Ери на Марсу је именован по њему.[20] У том кратеру се налази и мањи кратер Ејри-0 чија локација представља примарни меридијан те планете, као што на Земљи то представља локација Еријевог телескопа из 1850. године.[21]
- Добитник награде Лаланд за астрономију од стране Француске академије наука, 1834
- Постоји и лунарни кратер Ери назван у његову част.[22]
- Ејријева теорија таласа је линеарна торија за пропагирање гравитационалних таласа на површини течности.[23]
- Ери функције Ai(x) и Bi(x) и диференцијална једначина из које оне произилазе су назване у његову част, као и Ери диск и Ери тачке.